# Outrage
Outrage – minialbum anarcho-punkowego zespołu Oi Polloi ze Szkocji. Materiał został wydany w 1988 roku przez wytwórnię Words of Warning Records.

## Lista utworów
1. „Outrage”
2. „Thugs In Uniform”
3. „Resist The Atomic Menace”
4. „Death By Night”